# بيتر إرفينغ
بيتر إرفينغ (بالإنجليزية: Peter Irving) هو كاتب وسياسي أمريكي، ولد في 30 أكتوبر 1771 بنيويورك في الولايات المتحدة، وتوفي بنفس المكان في 27 يونيو 1838. انتخب عضو جمعية ولاية نيويورك.